# Neal Hefti
Pour les articles homonymes, voir Hefti.

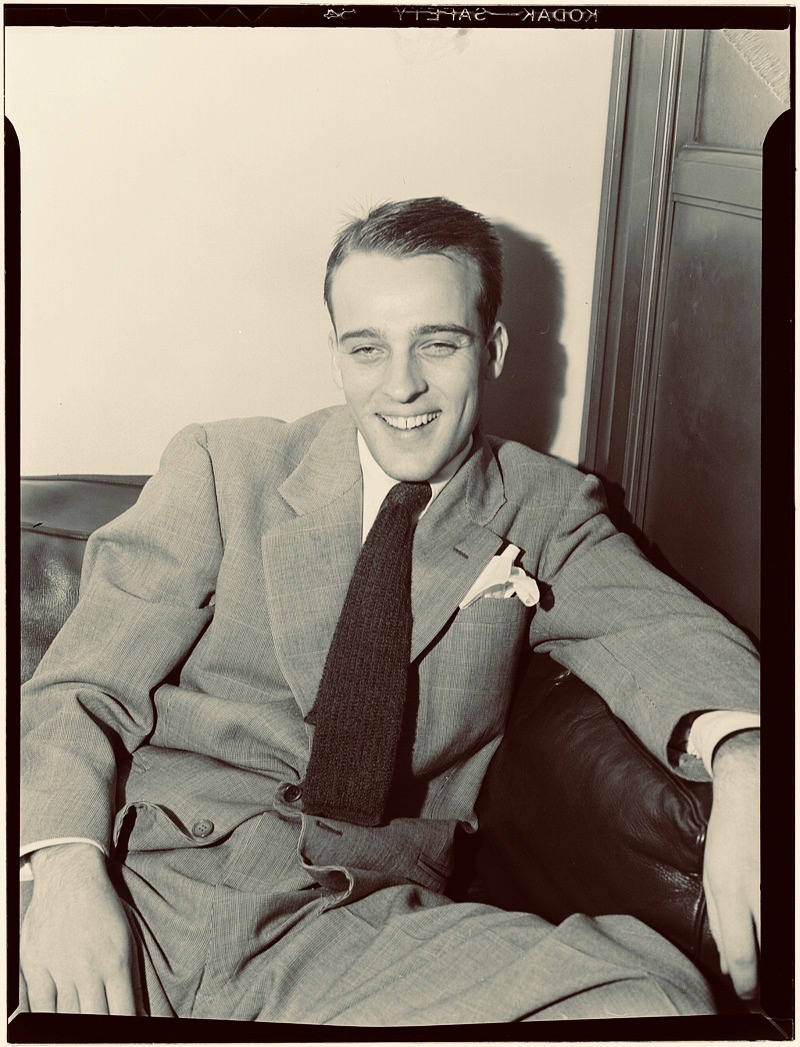
Neal Hefti, photographie de William P. Gottlieb (New York, décembre 1946).

Neal Hefti, né le 29 octobre 1922 à Hastings (Nebraska, États-Unis) et mort le 11 octobre 2008 à Toluca Lake (Californie, États-Unis), est un trompettiste, compositeur et arrangeur américain.

## Biographie
On se rappellera probablement mieux Neal Hefti pour la musique populaire qu'il a écrite pour Hollywood pendant les années 1960. Ainsi le thème de Batman reste populaire bien que peu sachent qu'il en est le compositeur. Cependant, on devrait surtout se rappeler Hefti comme un des compositeurs et des arrangeurs les plus importants de l'époque des orchestres bebop. Bien qu'il ait été un bon trompettiste, jouant avec le First Herd pendant les années 1940, on devrait se souvenir de ses arrangements et ses compositions. Tandis que sa proximité avec Charlie Spivak (en), Woody Herman et Charlie Ventura étaient déterminantes dans le développement de son oreille de bebop, c'est la façon dont il a utilisé son expérience bop de compositeur et d'arrangeur qui ont fait de lui une figure pivot dans les carrières de beaucoup d'orchestres.
Ses compositions pour l'orchestre de Woody Herman comme Wild Root et The Good Earth dans les années 1940 et Lil' Darlin', Cute et Moanin' pour l'orchestre de Count Basie dans les années 1950 ont laissé une marque indélébile sur ces orchestres qui eux-mêmes ont marqué l'histoire du jazz. Ces morceaux deviennent des standards repris par les grands jazzmen qui suivent et en donnent des versions remaniées.
En 1958, Henri Salvador met des paroles françaises sur le thème Lil' Darlin' avec la chanson Count Basie.
Claude Nougaro a repris le titre Girl Talk, composé pour le film Harlow, pour écrire Dansez sur moi. Nougaro en eut l'idée alors qu'il était invité à une émission de Pierre Bouteiller, pour qui Girl Talk fut l'indicatif de plusieurs émissions, sur France Inter (Embouteillages, Le Magazine...) et TSF Jazz (Si Bémol et Fadaises).

## Discographie
Comme artiste :
- The Band With Young Ideas
- Concert Miniatures
- Hefti, Hot and Hearty
- Hefti in Gotham City
- Neal Hefti's Singing Instrumentals
- Hollywood Songbook
- Jazz Pops
- Light and Right
- Li'l Darlin'
- Music USA
- Pardon my Doo-Wah
- Presenting Neal Hefti and His Orchestra
- A Salute to the Instruments

Comme compositeur :
- Steve Allen Plays Neal Hefti (Steve Allen)
- The Atomic Mr. Basie  (Count Basie and His Orchestra)
- Basie Plays Hefti (Count Basie and His Orchestra)
- On My Way and Shoutin' Again (Count Basie and His Orchestra)
- Harry James Plays Neal Hefti (Harry James)

## Musique de films
- 1957 : Jamboree (en)
- 1964 : Une vierge sur canapé (Sex and the Single Girl)
- 1965 : Comment tuer votre femme (How to Murder Your Wife)
- 1965 : Synanon (en)
- 1965 : Harlow, la blonde platine (Harlow)
- 1965 : Boeing (707) Boeing (707)
- 1966 : Lord Love a Duck
- 1966 : La Bataille de la vallée du diable (Duel at Diablo)
- 1966 : Batman (série télévisée)
- 1967 : Oh Dad, Poor Dad, Mama's Hung You in the Closet and I'm Feeling So Sad (en)
- 1967 : Pieds nus dans le parc (Barefoot in the Park)
- 1968 : Syndicat du meurtre (P.J.)
- 1968 : Drôle de couple (The Odd Couple)
- 1970 : The Odd Couple (série télévisée)
- 1971 : Un nouveau départ (A New Leaf)
- 1972 : Last of the Red Hot Lovers (en)
- 1973 : The 500 Pound Jerk (TV)
- 1975 : Conspiracy of Terror (TV)
- 1976 : Won Ton Ton, the Dog Who Saved Hollywood
- 1981 : Barefoot in the Park (TV)

## Récompenses et propositions
- Proposition pour Jazz Pops (Lil' Darlin', Cute, Coral Reef) comme artiste.
- Two awards pour Basie (Lil' Darlin', Splanky, Teddy the Toad) comme compositeur.
- Trois propositions (une récompense) pour la musique de Batman à la T.V.
- Deux propositions pour la musique de Harlow  (Girl Talk).
- Deux propositions pour la musique de Odd Couple (série T.V.).